# Gunnar Joannis Trolle
Gunnar Joannis Trolle, död 1583, var en svensk präst och domprost.

## Biografi
Trolle blev canonicus i Linköping 1531. Han fick ett förläningsbrev 29 juli 1544. Han hade Slaka som prebende mellan 1545 och 1550. Trolle nämns som kyrkoherde i Linköpings församling år 1549. Han fick 28 augusti 1550 S:t Lars som prebende. Trolle fick även förläningsbrev på tionde 1551 och 1555. Trolle avled 1583.

### Familj
Trolle var gift och fick sonen Israel.